# Nepenthes pulchra
Nepenthes pulchra este o specie de plante carnivore din genul Nepenthes, familia Nepenthaceae, ordinul Caryophyllales, descrisă de Gronem., S. Mcpherson, Coritico, Micheler, Marwinski și V.B. Amoroso. Conform Catalogue of Life specia Nepenthes pulchra nu are subspecii cunoscute.